# Cave Carson
Cave Carson ist der Titel einer Reihe von Abenteuercomics, die der US-amerikanische Verlag DC Comics seit 1960 als Feature im Rahmen verschiedener Serien veröffentlicht.

## Veröffentlichung
Die erste „Cave Carson“-Geschichte (Cave Carson: Inside Earth) wurde im August 1960 in der Ausgabe #31 der Serie The Brave and the Bold veröffentlicht. Diese Geschichte, die vom Autor France Herron verfasst und von dem Zeichner Bruno Premiani visuell gestaltet wurde, bildete den Auftakt zu einer Staffel von Cave Carson-Geschichten, die innerhalb der folgenden 20 Monate als wiederkehrendes Feature in The Brave and the Bold erschien (in den Ausgaben #31–33, 40 und 41). Später wechselte Cave Carson in die Reihe Showcase. Dort wurden in den Ausgaben #48, 49 und 52 insgesamt drei weitere Abenteuer der Reihe erzählt.
Zu den späteren Künstlern der Serie gehörten der Autor Bob Haney, sowie die Zeichner Mort Meskin (TBatB #41), Bernard Baily, Joe Kubert (TbatB #40) und Lee Elias.
Für Oktober 2016 kündigte DC Comics eine Neuauflage des Charakters an. Die Serie Cave Carson Has A Cybernetic Eye wird von Gerard Way verfasst und von Michael Avon Oeming gezeichnet. Nach zwölf Ausgaben wurde die Serie im März 2018 unter dem Titel Cave Carson Has An Interstellar Eye neu gestartet. Im folgenden August wurde die Serie mit der sechsten Ausgabe beendet.

## Inhalt
Die Serie handelt von den Abenteuern des Geologieprofessors und Erfinders Calvin „Cave“ Carson, der zusammen mit einer Gruppe von ausgefallenen „Kollegen“ in einem selbstgebauten Gefährt namens „The Mighty Mole“ („Der mächtige Maulwurf“) – eine Mischung aus Bohrmaschine und Schützenpanzer, mit deren Hilfe das Team bis tief in die Erdkruste eindringen kann – regelmäßig Reisen ins Innere der Erde unternimmt. Dort erlebt die Gruppe immer neue phantastische und unwahrscheinliche Abenteuer: So treffen sie auf Dinosaurier und Riesenspinnen, „Ureinwohner“ des Erdinneren und vieles mehr. Zu dem Gefährten des gutmütigen Professor Cason zählten als ständige Nebenfiguren: Bulldozer Smith, der „harte Knochen“ des Teams, Christie Madison, die „liebliche Jungforscherin“ und Johnny Blake, der verschmitzte Sidekick, sowie Bulldozers Haus-Lemurin Lena.